# Impact Bowl 2018
L'Impact Bowl 2018 è stata la 1ª edizione del campionato di football americano di primo livello, organizzato dalla FIFAM.

## Squadre partecipanti
| Club                       | Città   | Stadio | Sponsor ufficiale |
| -------------------------- | ------- | ------ | ----------------- |
| Abidjan Black Scorpions    | Abidjan |        |                   |
| Riviera Golf Golden Eagles | Abidjan |        |                   |

## I Impact Bowl
| Abidjan 29 aprile 2018 | Riviera Golf Golden Eagles | 26 – 12 | Abidjan Black Scorpions |  |

## Verdetti
- Riviera Golf Golden Eagles Campioni della Costa d'Avorio 2018